# Fallout (videojoc)
Fallout és un videojoc de rol produït per Tim Cain i publicat per Interplay en 1997. Encara que el videojoc es desenvolupa al segle XXII, la història i l'estètica estan molt fortament influenciats per la paranoia post-nuclear dels anys 1950. El videojoc (així com tota la saga) és considerat per alguns com una seqüela no oficial de Wasteland, encara que no porta aquest nom perquè Electronic Arts posseïa els drets sobre el mateix, i, encara que amb algunes referències comunes, tots dos videojocs es desenvolupen en universos diferents.

## Història
Fallout té lloc en un escenari en el qual els Estats Units s'han vist embolicats en una guerra nuclear mundial amb especial énfasi en els bombardejos de i contra Xina, la qual cosa ha degenerat en un món post-apocalíptic a l'estil de Mad Max.
El protagonista de Fallout és un habitant d'un dels búnkeres antinuclears (coneguts com a Vaults) construïts per una empresa de tecnologia anomenada Vault-Tec amb la idea de preservar la vida humana fins que l'hivern nuclear hagi passat, específicament al búnker 13. El joc es desenvolupa l'any 2161 en el sud de Califòrnia quan el Xip d'Aigua del búnker, que controla el bombament i reciclat d'aigua, s'ha espatllat, i s'encomana al protagonista la missió de buscar un de nou, tarea la qual ja han fallat altres moradors del búnquer, morint en el procés.
Si el jugador aconsegueix el nou xip abans de complir-se 150 dies de missió descobrirà que existeix una nova amenaça, i serà enviat a dues noves missions. Un mutant conegut com El Mestre (anteriorment conegut com a Richard Grey) ha començat a utilitzar un virus genèticament modificat per crear una raça de Súper-Mutants. El jugador ha de vèncer al Mestre i destruir la base dels Super-Mutants, una catedral relativament ben conservada a la ciutat que solia se Los Ángeles. Una vegada superada aquesta prova, es veu una seqüència d'animació i el jugador torna automàticament al búnker 13, però allà se li diu que ha canviat massa i que la seva presència pot influir negativament en els habitants del búnker, ja que els més joves voldran copiar les seves accions, i com única recompensa obté l'exili. És important aclarir que després de 500 dies de joc, es mostrarà el final dolent, en el qual els mutants trobaran i arrasaran el búnker 13, provocant el final del joc. El límit es redueix a 400 dies si la Caravana de l'Aigua és enviada al búnker (encara que aquest gest augmenta a 230 dies el límit per trobar el Xip d'Aigua). El pegat v1.1 va eliminar aquest límit, encara que manté l'opció de manar la caravana. El vídeo que es mostra quan els mutants arrasen el búnker 13 també es pot observar si s'accepta ser convertit en mutant a la base militar (per descomptat, aquesta elecció també provoca el final del joc). Possiblement, la imatge més memorable del joc és el final "bo" (Destruint al Mestre i al seu exèrcit de Super Mutants), amb el jugador caminant cap al desert mentre sona "Maybe".

### Història després del joc
Després que el jugador (conegut com a "Vault Dweller") sigui expulsat del refugi 13, va començar a vagar fins que es va trobar amb un grup d'habitants del refugi 13 que van escapar per seguir-ho. El seu poc coneixement del món els hauria fet morir de no ser pel Vault Dweller que els va guiar i va protegir fins que van fundar el poble de Rierol, entre canons, lluny del refugi 13. És llavors quan el Vault Dweller es lleva el seu vestit del refugi per mai més tornar-li-ho a posar.
80 anys després (en Fallout 2), Rierol està a la vora de l'extinció. El personatge a utilitzar és un descendent directe del Vault Dweller, qui és posat a prova en el temple sagrat per saber si era mereixedor del llegendari vestit del refugi 13, i de sortir victoriós encomanar-li la missió de buscar i portar el G.I.C.K. (Garden of Eden Creation Kit o Kit de Creació del Jardí de l'Edén) per salvar al llogaret de la mort. El G.I.C.K. és un dispositiu distribuït a certs refugis, per reconstruir el món quan la radiació desaparegués. Equipat solament amb el vestit original del Vault Dweller, un PipBoy 2000 i una mica de diners, comença el joc, on el mapa ha canviat i ara estem més al nord dels EUA, descobrint noves ciutats i molta gent que va conèixer al nostre avantpassat (personatge de fallout 1). En el camí, el refugi 13 i Rierol són atacats per l'Enclavament, un grup paramilitar que se defineix a si mateix com el successor del Govern dels Estats Units, capturant alguns tribals i antics habitants del refugi 13 per provar un virus en ells i veure què efecte té, però el jugador (cridat ara el Triat) aconsegueix destruir la seva base, i al final els supervivents usen el G.E.C.K. per reconstruir les rodalies de Rierol.

## Personatge destacat: Harold
Un dels personatges més il·lustres de la sèrie és Harold. En Fallout, ho trobem en The Hub. Harold té una espècie de "arbre" sobre el seu cap, sobre el qual fa una broma recurrent: diu que es diu Hebert, encara que això és una broma, doncs aparentment el veritable nom de l'arbre és Bob. En Fallout 2, trobarem a Harold en Gecko, i pel que sembla Bob no ha deixat de créixer. Però en Fallout 3, Harold i Bob han arribat fins a la Costa Est, però Bob ha crescut al punt d'immobilitzar a Harold, i provocar un miracle: fer brollar arbres i arbustos verds, enmig d'un passatge desolat (Alguna cosa que altres ciutats en la Costa Oest solament han aconseguit per mitjà de la ciència), no obstant això, Harold està alguna cosa cansat, i desitja que el Rodamón Solitari el mat.
A l'ull inexpert, Harold és un Ghoul. Però és mentida. Un Ghoul és producte d'exposició massiva a radiació. Harold, no obstant això, va estar exposat al Virus d'Evolució Forçada (VEF), en la base Papallona. A diferència de la gent que va estar exposada al VEF, Harold no es va convertir en un Super Mutante. L'aparença actual d'Harold i Bob, és el resultat d'una combinació única de radiació, VEF i pura sort. Harold no és un mutante, ni un Ghoul. Segons Tim Cain, "Harold és especial".
Malgrat la seva aparença en certa manera lletja, Harold és bastant amigable amb els nens, i està dotat a més d'un curiós sentit de l'humor. Ha estat a més, l'únic personatge a aparèixer en tots els jocs de Fallout (En Fallout: Tactics és un recluta ghoul). Ha conegut als tres principals protagonistes: al Vault Dweller en Fallout 1; al seu net, el Triat (The Chosen One), en Fallout 2; i al Rodamón Solitari (Lone Wanderer) en Fallout 3. A més, en Fallout 3 es demostra el seu carisma amb els nens, doncs en Oasis ha arribat a tenir a Sapling Yew com la seva segona millor amiga, a part del Rodamon Solitari i per descomptat, de Bob.

## Influències
Existeixen en el videojoc moltes referències a clàssics de la ciència-ficció post-apocalíptica. Una de les primeres armadures que apareixen és igual a la qual llueix Mel Gibson en la saga de Mad Max. Un jugador que porti aquesta armadura pot trobar en Junktown a un gos anomenat Dogmeat (el qual és el nom del gos de Mad Max en la pel·lícula). En Fallout 2, si el jugador copeja al gos, un personatge no jugador amb el sospitós nom de Mel apareixerà per defensar al gos. Moltes de les referències apareixen en trobades aleatòries, com una petjada de Godzilla. Unes altres són simples cites, com un boig en The Hub que camina en cercles murmurant frases, una de les quals és: Juguem Guerra Termo-Nuclear Global, en clara referència a la pel·lícula de 1983 Jocs de Guerra. També hi ha referències a altres pel·lícules com Robin Hood.
Fallout pren com a fonts els magazines i els còmics de ciència-ficció i superherois dels anys 50. Per exemple, les computadores usen tubs de buit en comptes de transistors, i existeixen armes d'energia que recorden a les usades per Flaix Gordon. Els habitants dels búnkers vesteixen un ajustat vestit blau amb una línia horitzontal groga en el pit, molt a l'estil del que en l'època es considerava una vestimenta futurista. La interfície està dissenyada per fer recordar als anuncis i jocs de l'època. Per exemple, els dibuixos que acompanyen a la fulla de caràcters són similars al de la caixa del Monopoly. L'absència d'aquest estil retro-futurista va ser una de les causes per les quals els spin-offs del joc van ser criticats.
La sèrie Fallout és famosa per les seves picades d'ullet. Mentre que el primer es basa principalment en referències a la cultura pop dels anys 1950 i 1960 (Doctor Who, Godzilla, etc), en Fallout 2 hi ha moltes referències a Star Trek, Guia del Autoestopista Galàctic, o Monty Phyton. Molts fans de Fallout es queixen que massa referències trenquen l'ambientació del joc.
Fallout 3 conté nombroses picades d'ullet al grup nord-americà Weezer. L'androide Pinkerton, té el mateix nom que un disc de la banda. Un altre personatge, anomenat Jonas, sembla que pren el seu nom de la famosa cançó del grup My Name is Jonas. Una altra referència, es fa amb l'aliment "Porquet amb mongetes", en anglès "Pork and beans", nom d'una cançó de la banda. Nombrosos personatges fan referència a lletres de les seves cançons, Tired of sex, Island in the sun i Workers aren't going home són alguns exemples. La ciutat River City pot prendre el seu nom del cantant Rivers Cuomo. Són alguns exemples, que per si sols no tindrien sentit, però en veure tantes referències, es pot assegurar que són picades d'ullet a la banda.
En Fallout, el jugador es troba amb un personatge anomenat Tycho, que diu ser Desert Ranger, i en les condicions adequades, parla del seu avi, qui li va parlar de Fat Freddy, un personatge de Las Vegas en Wasteland. Encara que la finestra de temps en què es desenvolupa Wasteland és completament diferent a la de Fallout, i els desenvolupadors de Fallout neguen que tots dos jocs tinguin lloc en el mateix univers, aquesta és una de les referències per les quals Fallout és considerat per alguns com el successor espiritual de Wasteland.

## Curiositats
- Mentre que la majoria de pobles en Fallout no existeixen al món real (Junktown, Shady Sands, The Hub, etc) Los Angeles sí es troba en el lloc correcte. Encara que la ciutat de Necropolis és suposadament Bakersfield, molts fans del joc opinen que per la seva posició en el mapa és més probable que es tracti de Barstow.
- La cançó que sona durant la introducció es titula Maybe, i és interpretada per The Ink Espots. Inicialment el tema que anava a sonar era I Don't Want to Set the World on Fire, també de The Ink Espots, però aparentment Black Isle no va ser capaç d'aconseguir la llicència. En canvi Bethesda Studios, encarregat de Fallout 3, si va poder aconseguir-la, i I Don't Want to Set the World on Fire és el tema d'introducció de Fallout 3. La cançó no solament sona en el tráiler (On comença a sonar des d'una ràdio en un autobús destruït, mentre la càmera s'allunya per mostrar les ruïnes de Washington D. de C.), sinó que, juntament amb "Maybe" sonen com a cançons en Galaxy News Radio, una estació de ràdio que pot ser escoltada en gran part Washington i, després d'una missió del mateix nom, en tot el mapa.
- Tres membres clau de l'equip de desenvolupament de Interplay (Tim Cain, Leonard Boyarski i Jason Anderson) van deixar la companyia en 1998 i van crear Troika Games, que va tancar al febrer de 2005 per problemes econòmics.
- Pressionant Majúscules en fer clic en el botó de Crèdits s'accedeix a una sèrie de comentaris humorístics dels membres de Interplay que van desenvolupar Fallout.
- Mentats és en el joc una droga que augmenta la intel·ligència. El nom és posterior a la publicació de Dune, on els Mentats són humans amb facultats mentals superiors.
- Brahmin, les vaques de dos caps del joc, comparteixen nom amb una casta sacerdotal hindú. (Noti's que en l'Hinduisme les vaques són sagrades). Aquestes vaques van reaparèixer en Fallout 3, i per evitar problemes, Microsoft Índia va decidir no comercialitzar Fallout 3 en aquest país, ni en la seva versió PC ni en la seva versió Xbox 360. No obstant això, la referència és a les vaques "brahman", originàries de l'Índia i que s'han portat a molts llocs (Argentina, Brasil, Uruguai, EUA, etc.) per creuar-les amb altres espècies, fent-les més resistents a les malalties i als climes adversos. La decisió de Microsoft potser és causa del fet que en l'Hinduisme les vaques són sagrades, i el jugador pot matar-les i menjar la seva carn.
- Una versió inicial del joc incloïa en el CD una carpeta amb salvapantalles i un prototip del joc de 1994.
- Dogmeat, el gos que apareix en Fallout i Fallout 2, reapareix en Fallout 3, on el jugador pot convertir-ho en un NPC que l'ajudi. Dogmeat pot ser enviat a buscar medicaments, menjar, munició o armes a llocs propers, i si el perdem de vista el trobarem rondant prop de l'entrada al Vault 101. Dogmeat és, per cert, un dels pocs gossos en tot el joc (A part dels gossos dels "Carronyers") que no ha sofert les conseqüències de la radiació, doncs hi ha altres gossos mutats que atacaran al jugador, fins i tot quan aquest ve acompanyat de Dogmeat.
- Dogmeat pot seguir viu després de destruir la base Mariposa, on estan les cel·les FEV per crear Super Mutants. Segons les Memòries del Vault Dweller, un document que ve al costat de Fallout 2 escrit pel Vault Dweller del joc, Dogmeat va morir per una porta de seguretat en la base Papallona. Una picada d'ullet de la pròpia Interplay a una mort comuna del gos durant aquesta fase.
- Es creu que en la trama de la sèrie, el Vault Dweller (El jugador) es diu Albert. Això es deu a diverses coincidències en les Memòries del Vault Dweller, i que en tots els screenshots de Fallout 3, el personatge es diu Albert.
- El Maestro té la veu més curiosa de tota la saga. A causa de la seva mutació (I en haver absorbit diverses ments humanes), sempre que "parla", el jugador escoltarà diverses veus que es "uneixen" per formar l'oració.
- Al final del joc (Si destruïm al Maestro i a la base Mariposa), el Vault Dweller serà exiliat al desert portant posat un vestit del Vault 13, però millorat amb diversos trossos de metall. Aquesta armadura no apareix en el joc. No obstant això, en Fallout 3 existeix un "Vestit Armat del Vault 101" que el jugador pot trobar en Megaton, en la tenda "Craterside Supply", i en tots els screenshots oficials, el jugador està portant o bé el vestit del Vault 101, o el vestit armat.
- Arcanum: Of Steamworks and Magick Obscura, un joc de Troica Games, conté una referència a les vaques de dos caps, de les quals es diu que venen d'un llunyà desert.
- Entre les moltes trobades aleatòries es troba un OVNI estavellat amb cossos d'alienígenes morts. Es pot trobar una arma de rajos i una foto d'Elvis Presley prop de la nau, i la frase Sempre vas saber que van existir apareix en la pantalla. Segons diversos jugadors, l'OVNI posseeix una inscripció que diu "Propietat de l'Àrea 51. Retorni-ho si ho troba". Una referència al supòsit ocultamentde tecnologia alienígena a l'Àrea 51
- War. War never changes (Traduït com Guerra. La guerra mai canvia), la famosa frase que dona començament a les introduccions de Fallout, Fallout 2 i Fallout Tactics és pronunciada per Ron Perlman. La frase reapareix en Fallout 3, seguit d'una conversa solitària del narrador, mentre es passen imatges de Washington D. de C. en ruïnes, on s'ambienta el joc; al final, torna a sonar la frase. En Fallout New Vegas, la frase torna a aparèixer
- Nuka Cola i Nuka Cola quàntum (similars a la Nuka Cola però en blava) són refrescs en una ampolla amb forma de Coca-cola. és una referència creuada entre Coca-cola i Nuke, forma col·loquial en anglès per referir-se a armes nuclears.
- Durant el desenvolupament del joc, en Junktown, si el jugador ajudava al xèrif local Killian a matar el criminal Gizmo, Killian es tornava corrupte. No obstant això, si el jugador ajudava a Gizmo a matar el xèrif Killian, Gizmo podia ajudar el poble a prosperar. La distribuïdora va obligar a canviar això per fer-ho més políticament correcte.
- Les veus de molts dels personatges no jugadors són de famosos actors:
  - Richard Dean Anderson (MacGyver, Jack O'Neill en la sèrie Stargate) és Killian.
  - Richard Moll (Jutjat de Guàrdia) és Cabot.
  - Ron Perlman (Alien: Resurrecció, Cronos, Blade II, El nom de la rosa, Hellboy, Enemic a l'aguait) és el narrador.